# Koșarî, Rozdilna
Koșarî (în ucraineană Кошари) este un sat în comuna Rozdilna din raionul Rozdilna, regiunea Odesa, Ucraina.

## Demografie
Componența lingvistică a localității Koșarî
     Ucraineană (87,34%)
     Rusă (8,76%)
     Română (3,31%)
     Alte limbi (0,24%)
Conform recensământului din 2001, majoritatea populației localității Koșarî era vorbitoare de ucraineană (87,34%), existând în minoritate și vorbitori de rusă (8,76%) și română (3,31%).